# Tỷ số tăng trưởng bền vững
Tỷ số tăng trưởng bền vững là một tỷ số tài chính để đánh giá khả năng tăng trưởng của vốn chủ sở hữu thông qua tích lũy lợi nhuận.

## Cách tính
Tỷ số này có thể tính ra bằng cách lấy lợi nhuận giữ lại của doanh nghiệp trong một kỳ nhất định chia cho vốn chủ sở hữu trong cùng kỳ. Công thức như sau:
| Tỷ số tăng trưởng bền vững = 100% x | Lợi nhuận giữ lại |
| Tỷ số tăng trưởng bền vững = 100% x | Vốn chủ sở hữu    |

Vì lợi nhuận giữ lại bằng tỷ số lợi nhuận giữ lại nhân với tổng lợi nhuận sau thuế, nên công thức trên có thể viết lại như sau:
| Tỷ số tăng trưởng bền vững = 100% x | Tỷ số lợi nhuận giữ lại x Lợi nhuận sau thuế |
| Tỷ số tăng trưởng bền vững = 100% x | Vốn chủ sở hữu                               |

Tương đương với:
Tỷ số tăng trưởng bền vững = Tỷ số lợi nhuận giữ lại x Tỷ số lợi nhuận trên vốn chủ sở hữu
Tương đương với:
Tỷ số tăng trưởng bền vững = Tỷ số lợi nhuận trên vốn chủ sở hữu x (1 - Tỷ số chi trả cổ tức)

## Ý nghĩa
Tỷ số này cho biết tốc độ tăng trưởng lợi nhuận cao nhất mà doanh nghiệp có thể đạt được nếu không tăng vốn chủ sở hữu.